# Kurt Neumann (Schachspieler)
Kurt Neumann (* 15. März 1947 in Essen) ist ein deutscher Schachspieler. Er ist Deutscher Meister im Fernschach.
Neumann spielt seit 1976 Fernschach. Über die Aufstiegsturniere qualifizierte er sich 1983 erstmals für die Teilnahme an der deutschen Meisterschaft DFM. 1997 wurde er in der Endrunde der 26. DFM nur Zwölfter. Bei der 30. DFM 2001 verpasste er die Qualifikation für das Finale bereits in der Vorrunde. 
2003 schließlich gelang ihm mit 10 Punkten aus 14 Partien der Sieg in der 32. DFM (+6 =8 −0) und wurde Deutscher Fernschachmeister. Dafür erhielt er den Titel Nationaler Fernschachmeister. Im Halbfinale der 28. Weltmeisterschaft erspielte er 2006 eine Norm zum Erhalt des Titels Verdienter Internationaler Meister (SIM).
Seine Elo-Zahl im Fernschach beträgt 2523 (Stand: 4. Quartal 2013).
Neumann ist von Beruf Bilanzbuchhalter. Er lebt in Bergkamen.